# オランダにおける戦い (1940年)
1940年のオランダにおける戦い（オランダにおけるたたかい、オランダ語: Slag om Nederland、ドイツ語:Schlacht um die Niederlande）は、第二次世界大戦初期における、ドイツ国防軍によるベネルクス（ベルギー、オランダ、ルクセンブルク）とフランスへの侵攻作戦（黄色作戦、Fall Gelb）の一部である。
戦闘は1940年5月10日から5月17日まで行われた。ドイツ空軍によるロッテルダムへの爆撃後に、同様の被害が他の都市に及ばないように、オランダ軍が降伏した。その結果、ナチス・ドイツが勝利しオランダを占領した。オランダ政府はイギリスに亡命し亡命政府を作った。

## 背景
イギリスとフランスは1939年のドイツによるポーランド侵攻後、ドイツに対して宣戦布告を行なった。しかし、両軍ともその後の長い戦争に備えて戦力の充実を図っており、その間はヨーロッパでの地上作戦は起こらず、これをまやかし戦争と呼んでいた。
ヒトラーは10月9日に低地諸国への侵攻作戦を計画した。これは、オランダをイギリス攻撃の基地として使用し、英仏からの同様の攻撃に対する緩衝地帯を形成し、ルール工業地帯への脅威を減らすことが目的であった。
オランダは第一次世界大戦においては中立であったが、感情的にはドイツ寄りであった。ドイツとの戦争は過去に行なわれたことがなく、1871年のドイツの統一以前でさえ、ドイツの領邦との戦争は非常にまれであった。一方、西部戦線での主要な連合国であるフランスやイギリスとの戦争は、歴史的には頻繁に生じていた。特に、当時イギリスが南アフリカ（オランダ人の入植地）でボーア人（オランダからの移住者の末裔）に対して行っていたことには悪感情を抱いていた。それらの歴史が英仏へのマイナスイメージの背景となっていた。
ドイツに好意的であるという状況を表すものとして、第一次世界大戦直後の1918年にドイツ皇帝ヴィルヘルム2世がオランダへ亡命した事件がある。オランダは皇帝を保護し、皇帝が死ぬ1941年までドールン城(Huis ter Doorn)と呼ばれる城を与えた。ただし、オランダは他の多数の亡命者も匿っており、このこと自体は特に特別なものではなかった。
ヒトラー率いるナチスが権力を掌握すると、オランダは再武装を開始したが、そのペースは他の国と比べ非常に緩やかなものだった。政府はナチス・ドイツを脅威として見ていなかった。この原因は、ドイツに対する感情も含め、ドイツを怒らせることを望まないと言う考えによって生じたものであり、それよりもオランダ経済に大きな打撃を与えた世界恐慌への対策の方が重視され、厳しい予算上の制限によるところもあった。
1939年9月のポーランド侵攻とその後の第二次世界大戦が始まった後も、オランダはその25年前と同じく中立を保持したいと望んでいた。この中立を確実にするためにオランダ軍が動員、編成された。10億ギルダー以上もの大金が戦力の装備を整えるために利用可能となったが、オランダは新しい装備の多くをドイツに発注したため、ドイツとの戦争時にはこれらの装備を手に入れることが困難であることが想定された。
ドイツとフランスはそれぞれの国境をマジノ線やウェストウォールの様な要塞線で固めており、低地諸国はマジノ線の様な要塞線に防備されていない国境をフランスとドイツという2つの強国にさらしていた。この事実は、これら低地諸国が両陣営にとって攻撃の際の通行ルートになることを意味していた。英仏は必ず起きるドイツ軍の侵攻を待つべきではないと低地諸国の説得を試みた。しかし、1940年1月にドイツの航空機が墜落し、ドイツ軍の攻撃計画がベルギーの手に渡った後でも、ベルギーとオランダはドイツによる攻撃時の対応に関してはフランスと交渉を持ったものの、明確に連合国に参加することに関しては拒絶を行なった。英仏は兵力が充実した後、1941年夏にドイツに対する攻勢をかけることを計画していた。この時、低地諸国が英仏協商側に参加しない場合には、その中立を侵すことも視野に入れていた。
1940年4月9日、ドイツ軍がデンマーク、ノルウェーに侵攻した。これは英仏とドイツの対立が中立国において発生したものであり、オランダは2つの敵対する国家にはさまれた自分たちの国が対立と無関係にいることが不可能であることが分かった。その時点で侵攻作戦に対する防衛策を考え始めたがすでに手遅れで、それでもなお大半の市民は自分たちの国が戦争に巻き込まれないと言う幻想を抱いていた。
この様なオランダの態度は英仏側にとって非常に優柔不断なものとして写っていた。しかし、当時のオランダの指導者は、第一次世界大戦において失われた人命の多さから、可能な限り自分たちは中立のまま、戦争を回避することを希望しており、この態度はその努力を行なっていた結果から生じたものであった。

## 両軍の装備と兵力

### 装備の比較

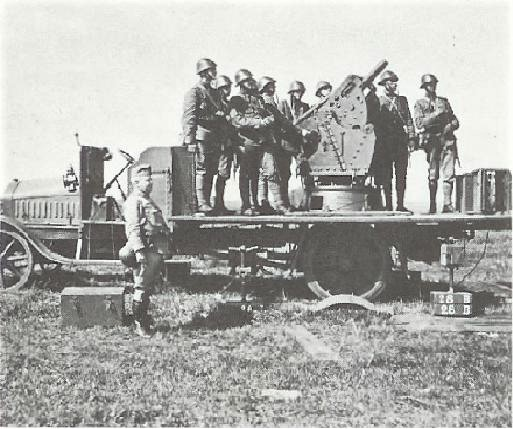
オランダ軍の移動式対空砲。この対空砲は、1918年の終わりに連合国軍がドイツ軍の防衛部隊から鹵獲したドイツ製の対空砲で、それをオランダ軍が購入したものである。

オランダでは全てのものを防衛のために利用することができた。これには、教育と訓練を受けた若く富裕な人々や、防御に有利な地形や、わずかとはいえない軍需産業等の工業的かつ技術的な施設などがあった。しかし、これらを十分に活用することはできていなかった。この時のドイツ軍はオランダ軍と比較しても装備や訓練において多数の欠点を持っていたため、ゴリアテの故事に例える者も存在した。しかし、フランス戦における、イギリス軍やフランス軍に対するドイツ軍の装備の優位性は神話と言って良いものであったが、オランダに対する戦いではドイツ軍の優位性は確かにあった。
オランダ軍と比較するとドイツ軍のほうが近代化された軍隊であった。ドイツ軍は戦車やユンカース Ju 87 スツーカのような急降下爆撃機を保有していた。一方、オランダ軍は1台の戦車(作戦不能なフランス製のルノー FT-17 軽戦車)と39台の装甲車と5台の豆戦車だけであった。また、空軍のほとんどは複葉機であった。

### オランダ軍の装備と編成

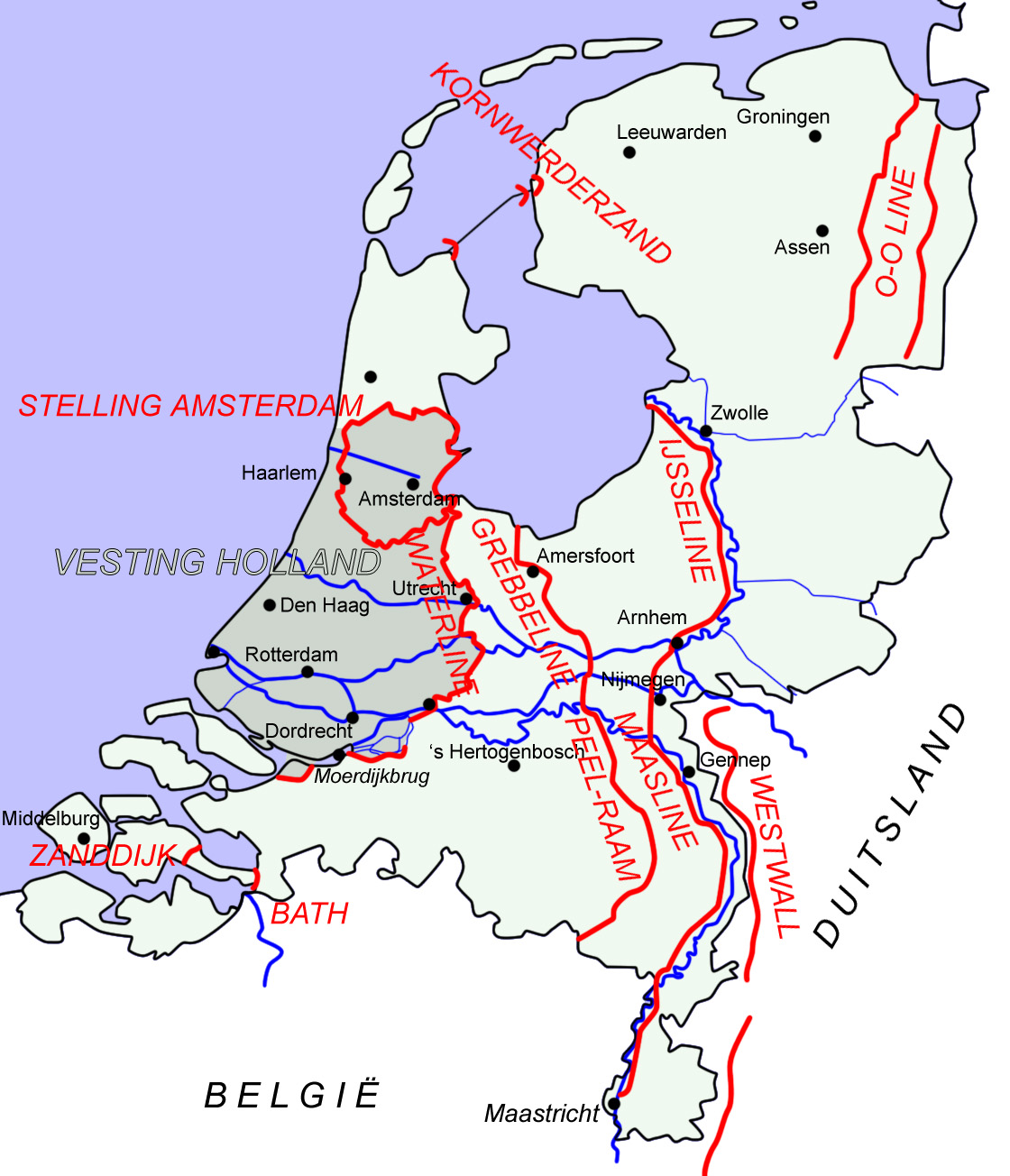
オランダ軍の防衛

オランダ軍の装備の欠如は、大規模な部隊の編成を制限しなければいけないほどひどい状態であった。保有している砲兵ではちょうど8個師団（4個混成軍団を編成）と1個（自動車化）軽歩兵師団しか編成ができなかった。隣接するベルギーは、戦力としては十分でないものの23個師団を編成、保有していた。オランダ軍は2つの独立旅団（旅団Aと旅団B）をばらばらにし、軽歩兵で構成される「国境警備大隊」("border battalions")を編成した。これらの部隊は領土のあちこちに配置され、敵の移動を妨害する役目を負った。国内には、それほど深くはないが多数の壕による防衛線が作られた。だが、これらの防衛線にはベルギーのエバン・エマール要塞のような近代的な装備の要塞は存在しなかった。戦争が始まった1939年9月の後、オランダ軍は状況を改善するため必死の努力を行ったが、ほとんど効果を結ばなかった。ドイツに発注していた装備は様々な理由により引渡しの引き伸ばしが生じていたし、フランスは明確に味方であるという態度を示さない軍に装備を供給しなかった。また、即座に利用可能なソビエト連邦の兵器は、オランダ人が例外的に共産主義政権を認めなかったため、使用することができなかった。
5月10日の時点でオランダ軍が最も不足していたのは装甲戦力であった。他の全ての国はある程度の数の装甲戦力を保有していたが、オランダは必要と考えられていた最低限の140台の戦車さえ手に入れることはできなかった。1台のルノー戦車と訓練された乗員がいたが、それは対戦車障害物のテスト等の試験に使用されていた。2つの装甲車の戦隊があり、片方は12台のランズヴァーク装甲車(Landsverk)を装備し、もう一方は12台のDAF M39トラックに武装をつけた車両であった。砲兵として使用される5台のカーデン・ロイド・マーク VI小型戦車による1個小隊。これらがオランダ軍の装甲車両の全てであった。
オランダ軍の砲兵は榴弾砲と野砲あわせて676門を保有していた。310門のクルップ75mm野砲（一部はライセンス生産を行ったものである）、52門の105mmボフォース榴弾砲があり、これらが比較的新しいものであった。他に、144門の旧式のクルップ125mm砲、40門の15cm sFH 13、72門のクルップの150mm L/24榴弾砲、28門のビッカース製152mm L/15榴弾砲があった。これらのほとんどは榴弾の炸薬に黒色火薬を使用しており、爆発力が低かった。対戦車砲として386門のベーラー 47mm L/39が利用可能であった。他に300門の「6スタール」と「8スタール」野砲が対戦車砲として使用されることになった。200門の最新型の砲はドイツに注文されていたが、侵攻の時点では到着していなかった。
オランダ軍の歩兵は約2000丁の6.5mmシュヴァルツローゼM.08重機関銃（一部はライセンス生産を行った）と、800丁のヴィッカース重機関銃を使用していた。これらの機関銃はトーチカに配置されたため、各大隊は重機関銃中隊を1つのみ所有しており、そしてそれが唯一の自動火器であった。オランダの歩兵分隊は元々軽機関銃を所有していなかった。一方、ドイツの軍は分隊に配分する軽機関銃を1個師団あたり559丁保持していた。また、各大隊に6門の歩兵砲が配備されていた。この様な火力の欠如がオランダ歩兵部隊の戦闘能力が低かった大きな理由であった。その中でも軽歩兵師団はオランダ軍の中で一部自動車化された部隊であった。これは軍用の輸送手段として大量の自転車とトラックを使用していた。
5月10日時点でオランダ空軍は155機の航空機を保有していた。28機のフォッカー G.I（双発の駆逐機）、31機のフォッカー D.XXI、7機のフォッカー D.XVII（戦闘機）、10機の双発爆撃機フォッカー T.V、15機のフォッカー C.X、35機のフォッカー C.V（軽爆撃機）、12機のダグラス DB-8（急降下爆撃機）、17機のコールホーフェン F.K.51（偵察機）、と155機のうち74機が複葉機であった。もちろんこれら121機の航空機は作戦可能で有効な戦力の一部であった。残りの航空機は訓練用に使用している（3機のD.XXI、6機のD.XVII、1機のG.I、1機のT.V、7機のC.Vが、他の訓練用の機体と一緒に使用されていた）。また、40機の航空機が海軍の航空任務に使用されていた。
オランダ軍は装備の貧弱さだけでなく、部隊の練度も低かった。戦争前に、兵士に適している少数の若者は既に徴兵されており、失業でもしていない限り、簡単に採用できるような者はいなかった。徴募兵は24週間の訓練を受けたが、これは本当に基本的な兵士が受ける訓練としてのものでしかなかった。動員の準備はゆっくりと進んでいった。ほとんどの時間は防御施設の構築に当てられた。1940年5月の時点では、オランダ軍の状態は戦闘には向いている状態ではなかった。オランダ軍は攻勢をかける能力を持っていなかったし、機動戦というものから取り残された状態であった。また、それ以外の装備も不足していた。オランダ軍は32隻の病院船しか保有せず、部隊を移動させる列車としては15両しか保有していなかった。
この様な貧弱な装備で準備不足であったオランダ軍であったが、実際の戦闘ではドイツ軍の目論見（1日でオランダの主要地域を占領する）とは異なり、防衛に徹することにより、3日程度ドイツ軍を足止めすることが可能であることが示された。この状況はヒトラーを憤慨させ、ロッテルダムを爆撃して灰に変えることにより降伏を強要した。

### オランダの防衛戦略

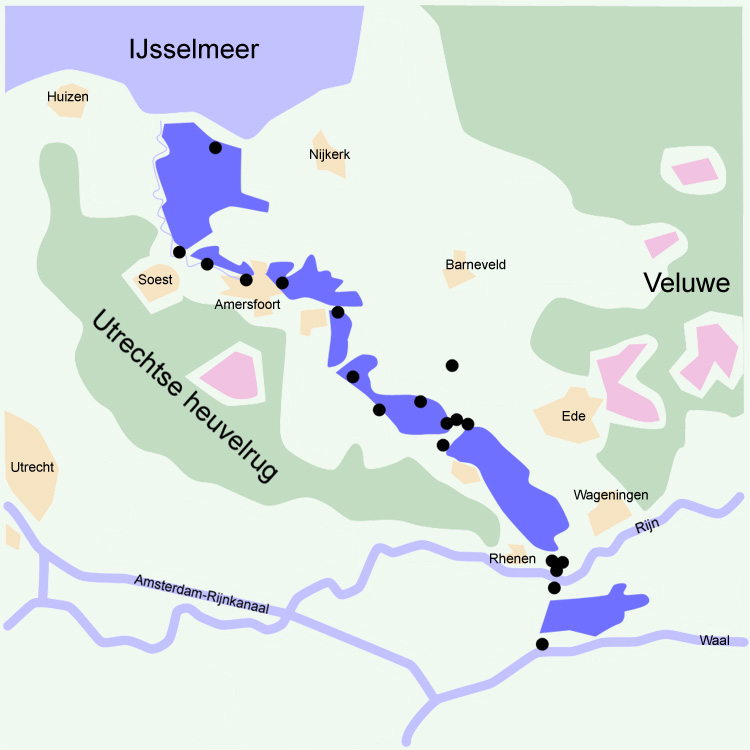
グレッベ防衛線（濃い青線で示している）

オランダは17世紀から、国境沿いの氾濫を起こしやすい部分により、国の西側にある全ての主要都市を守ると言う洪水線（ウォーターライン）と呼ばれる防衛線を頼りにしていた。19世紀後半、この防衛線は要塞により近代化され、ユトレヒトの東側にいくらか移動した。この新しい位置は新洪水線と呼ばれていた。陣地は1940年では時代遅れとなっており、新たなトーチカにより補強されていた。この防衛線は海面以下の地域の東の端に置かれていた。この地は陣地化を行わなくても、川を氾濫させることにより数フィートの水で、これらの土地をボートで通行するには浅すぎ、歩いて進むには困難な沼地に間単にすることが可能であった。新たな洪水線の西側の領域はホラント要塞(Vesting Holland)と呼ばれ、この東側の側面はアイセル湖により、南側の側面は3つの平行に走る川により守られていた。そのうち2つのライン川とマース川は自然の要塞として働いた。戦争前、戦争が開始された際に前線をこの位置まで即座に後退させることが予定されていた。そして、ドイツ軍が南側の州を通過してベルギーへ向かいホラントの部分へは侵攻してこないことを期待していた。1939年、ドイツの侵攻に対するオランダの基本的な態度としてはその様なものであり、英仏の共同での防衛の交渉は不可能であった。また、最も東よりの主防衛線が建設されていた。
2つ目の防衛拠点は「グレッベ防衛線」(Grebbelinie)により構成されていた。これは、アイセル湖とライン川下流の間の氷河期の氷河による土砂が堆積してできた丘に配置されていた。「ペール・ラーム防衛線」(Peel-Raamstelling)はマース川とベルギーの国境の間のペール沼地とラーム川に沿った領域にあった。第4軍団と第2軍団はグレッベ防衛線に配置された。第3軍団は軽歩兵師団とあわせ機動予備として、ペール・ラーム防衛線に配置された。A旅団とB旅団はライン川下流とマース川の間に配置された。第1軍団はホラント要塞に戦略予備として配置された。これらの防衛線の全てはトーチカにより増強された。
グレッベ防衛線は、トーチカ以外はほとんど壕で構成されており、氾濫を利用して防衛する予定だった。しかし、攻撃者が遮蔽物として利用可能な国境近辺の森林を切り倒すことをオランダ政府が認めなかった等、いくつかの問題が存在していた。

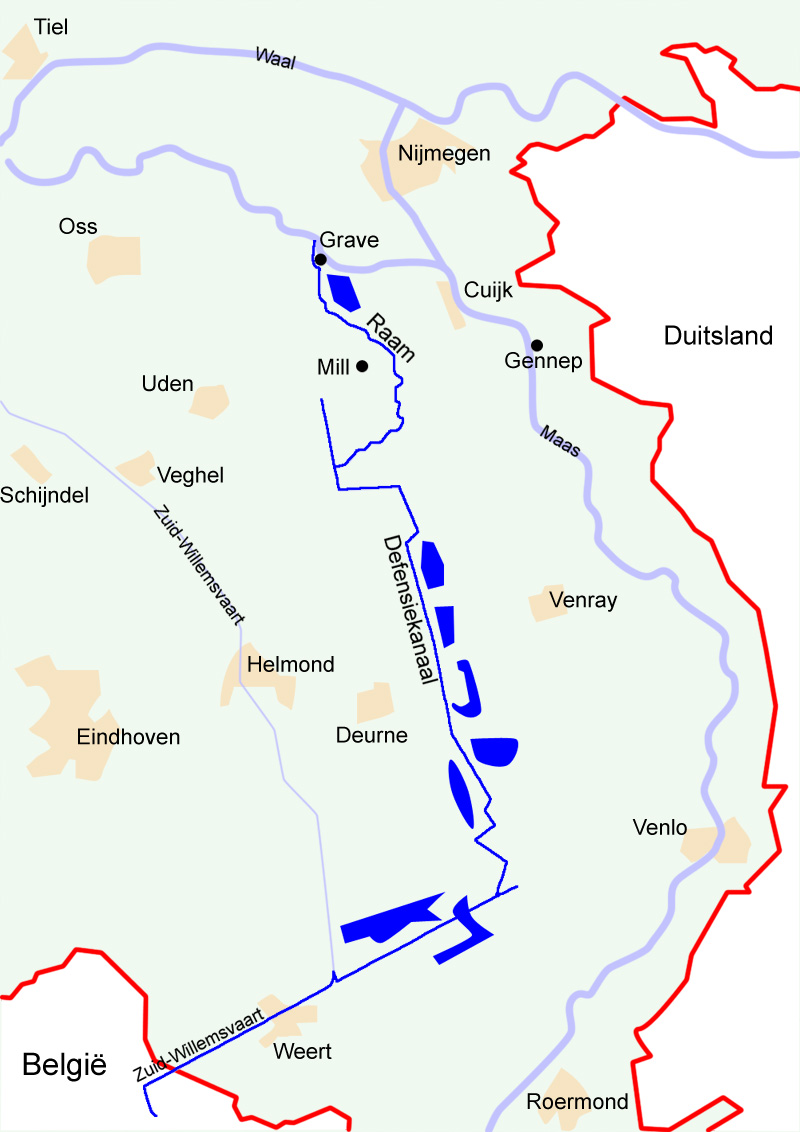
ペール・ラーム防衛線(The Peel-Raam Position)

主防衛線(main defence line, MDL)はアイゼル湖とマース川に沿った領域であった。アイゼル湖とマース川の合流点のベートゥヴェ(Betuwe)はトーチカと14個の「国境警備大隊」により防衛されていた。1939年終わり、オランダの総司令官、アイザック・レインダース(Izaak H. Reijnders)将軍は、アーネムとゲネップの近辺での、これら存在する川を防御にうまく利用できないかと提唱した。その際には、ドイツ軍師団が主防衛線に到着する前により多くの戦力を消費させるために、機動力のある戦力を利用した陸軍での遅延戦闘を行うことも含んでいた。この考えはオランダ政府により非常に危険性が高いと考えられた。レンダースは防衛地域の軍事的な効果を完全に否定したため、彼は辞意を示し、後任にヘンリー・G・ヴィンケルマン(Henri Winkelman)将軍がついた。
まやかし戦争の間、オランダは公式には厳密な中立を貫く主義を取っていた。しかし、秘密裏にオランダはベルギーとフランスとの間でドイツ軍侵攻の場合に備えた防御計画を立てる交渉をおこなっていた。これはどのような戦略を用いるのかと言う点で大きな意見の相違があり、まとまらなかった。オランダはベルギーと共にペール・ラーム防衛線での防衛を望んでいた。一方ベルギーは、アルバート運河に沿った防衛を望んでいた。これは危険な相違点であった。フランスはこの交渉のために招かれていた。フランスの総司令官モーリス・ガムラン(Maurice Gamelin)は4年後のバーナード・モントゴメリーと同じく、どちらかと言うとオランダを含んだ連続した前線での防衛に興味を示していた。彼は、英仏が1941年に攻撃を行う際にはウェストウォールの周囲で包囲を行うことを考えていた。しかし、彼はドイツの攻撃前にベルギーとオランダが連合国側に立たない限り、補給線を遠くまで延ばすことを許容しなかった。両方の国が拒絶した時ガムランはブレダの近くの交差点まで進出することを主張した。しかし、オランダは「オレンジの位置」を要塞化しなかった。オランダは秘密裏に、ドイツ軍の攻撃が起こると同時にペール・ラーム防衛線を放棄し、第3軍団をリンゲまで撤退させ、援護部隊を後方に残したまま、グレッペ防衛線の南の側面を守ることを決定していた。
1940年4月、ドイツ軍がデンマーク・ノルウェーに侵攻した際に、ドイツ軍は大量の降下猟兵を使用した。オランダ軍の指揮官は自分たちがその様な戦術の犠牲者となるかもしれないと心配した。その様な攻撃を撃退するには、ハーグ、イペンブルフ、ロッテルダム、ヴァールハーフェンの飛行場に部隊をおく必要が出た。これらには、全ての豆戦車と24台の装甲車のうちの6台を使用した。これらの特別な対策は通常の対策に加えて行われた。

### ドイツ軍の戦略と戦力
「ファル・ゲルブ」作戦の計画は何度も練り直しが行われた。当初の計画では、オランダ・ベルギー正面のB軍集団に装甲師団8個、歩兵師団を27個置き、ベルギーを通過してフランス北部を占領すると言う計画が立てられた。この計画は従来のシュリーフェン・プランの焼き直しであり、第一次世界大戦と同じく、オランダが望んでいた結果の様にオランダを含むホラント要塞は占領せず放置すると言うことに一度はなりかけた。しかし、この計画は3つの理由により変更された。1つ目は、当時の空軍大臣であったヘルマン・ゲーリングが、イギリス攻撃のためにホラント要塞の飛行場が必要であるということを主張したためであった。2つ目は、英仏がホラント要塞を占領し、そこにある飛行場を使用してドイツの都市を爆撃することを回避するためであった。これはヒトラーが恐れていた点でもある。3つ目は完全に政治的な理由であり、フランスが簡単に降伏しないと考えていたので、英仏に同盟する政府が崩壊することが敵の降伏を実現しやすくなると言うものであった。
この様に、オランダ全体を占領することが決定されたにもかかわらず、オランダへの部隊は十分な数が配備されなかった。主力の攻撃はベルギーに対して行なわれる予定であったためである。この作戦は1940年1月17日に開始される予定であった。しかし、その1週間前の1月10日、ドイツ軍の攻撃計画の書類を持った参謀が乗った航空機(メッサーシュミット Bf 108)がベルギーに不時着し、攻撃計画が連合国へ漏れると言う事件が生じた。この影響は大きく、1週間後の攻撃は延期となり、その間、ドイツ陸軍総指令部(OKH)による作戦の練り直しが行なわれた。その結果、一度は廃案となったマンシュタインの計画（当時、マンシュタインはこの計画を無理に通そうとしたため、ポーランド国境へ左遷されていた）を修正し採用することとなった。この計画では、攻撃主力はベルギーの南方とルクセンブルクを通過し、ベルギーのナミュールとフランスのセダン付近に行われる予定になった。それに伴い、オランダ、ベルギーへの攻撃は陽動作戦の位置づけとなった。特にオランダ方面への攻撃は、その陽動作戦のうち側面の作戦であった。
この陽動作戦に割り当てられた部隊は、フェードア・フォン・ボック上級大将のB軍集団であり、その下には、ヴァルター・フォン・ライヒェナウ上級大将の第6軍とゲオルク・フォン・キュヒラー大将の第18軍であり、オランダ国境に展開した。第6軍はベルギーへの攻撃、第18軍はオランダを蹂躙しベルギーへ侵攻する予定であった。
第18軍は陽動作戦の側面であったため、十分な練度を持っていたわけではなかった。18軍には合計7個歩兵師団があったが、これら7つの師団のうち6つは「第3線」の部隊であり、1939年8月に「後備軍」(Landwehr)の部隊から編成された。それらにはベテランの士官が少なく、兵士の42％を占めるの第一次世界大戦のベテランである40歳以上の兵士を除いては戦闘経験が無かった。また、オランダ軍と同様にほとんど(88%)の兵士は十分な訓練を受けていなかった。更に、7つ目の師団は第526歩兵師団であった。この師団は完全な保安部隊であり、戦闘訓練を受けていなかった。
以上のようにこの方面のドイツ軍は装備及び火力と言う面では優勢であったものの、その兵力はオランダ軍の半数と攻撃を成功させるために必要な数の優勢という点を欠いていた。
これに対処するため、さまざまな部隊を集め、18軍を増強した。その1つが第1騎兵師団(Kavalleriedivision)であった。この師団は騎乗部隊と歩兵部隊の混成部隊であった。計画では、この部隊でアイゼル川の東側の防備が弱い州を占領し、（水路に囲まれた）アフシュライトダイクを渡り、同時にホラントにはしけを使って上陸し、スタホーレン(Stavoren)の小さな港を占領することを試みる予定であった。しかし、これはどう考えてもうまくいきそうになかったため、SS-VT師団（SS-Verfügungsdivision、デア・フューラー、ドィッチェラント、ゲルマニアのSS連隊(SS-Standarten)を含んでいた）とライプシュタンダルテ・アドルフ・ヒトラー連隊の補充を受けた。これらの部隊はオランダの要塞線を突破するための突撃兵であった。しかし、これらの部隊は4個連隊程度の補充兵であり、勝利を確実にするためにはもっと他の手段による支援も必要であった。
そのひとつが、北欧侵攻でもつかわれた降下猟兵（空挺部隊）であった。当時ドイツは2つの降下猟兵師団を保有していた。1つ目は第7降下猟兵師団(7.Fallschirmjager-Division)で、パラシュートによる降下を行う部隊であった。2つ目は第22空輸師団（22.Luftlande-Infanterie-Division）で、グライダーや輸送機により空輸される部隊であった。第7降下猟兵師団は、ドイツ軍の陽動作戦の主目標がフランダース地方と決まった際に、ヘント近くのスヘルデ川を横切る試みで使用された。この作戦はその後中止されたが、オランダで勝利を確実にするために使用されることが決定された。第22空輸師団は、初日にオランダ政府のお膝元にあるオランダの空港の確保と、ハーグと政府、オランダの最高指令本部、ウィルヘルミナ女王の確保を目的としていた。
ロッテルダム、ドルドレヒト、ムールダイクの橋は南からの装甲部隊が通過可能なように降下猟兵により確保された。この戦力は141台の戦車を保有した第9装甲師団であった。この師団はI号戦車、II号戦車を主装備とする、ドイツ軍のなかでもっとも弱い装甲師団であった。この部隊はゲネップ－スヘルトーヘンボスの防衛線における、第254、256歩兵師団により作られたオランダの主防衛線を突破するためのもので、同時に東の207、227歩兵師団のグレッベ防衛線に対する共同攻撃が組織されていた。
ファルゲルプ作戦の全ての期間中で、これがもっとも純粋に、戦略的な用語として知られている「電撃戦」の概念を具体化したものであった。ファルゲルプ全体と同じこれは大きな賭けであった。この賭けは失敗したが、オランダはその代価を支払うことになった。

#### ドイツ軍の戦闘序列
B軍集団第18軍
- 第18軍
  - 第X軍団
    - 第1騎兵師団、第207歩兵師団、第227歩兵師団、LSSAH連隊

  - 第XXV軍団
    - 第254歩兵師団、第256歩兵師団、第22空輸師団

  - 軍予備(第XXXIX装甲軍団)
    - 第9装甲師団、SS-VT師団

第7降下猟兵師団は空軍管轄(第2航空軍配下)のためこの一覧には出てこない

### 情報の漏洩
オランダは第一次世界大戦でも戦わず、ドイツ皇帝ヴィルヘルム2世の亡命を保護し、ドイツのナチス化に対して無関心であった。そのためドイツの国民は、自分たちの隣人であるオランダ人を攻撃したがらなかった。ドイツは、英仏が低地諸国を占領する試みに対しての対応であると言う巧みな嘘をつくことで、この侵攻を正当化しようとプロパガンダを行った。ドイツ軍の士官のほとんどはナチスに対する嫌悪があり、侵攻計画に対する不安を感じていた。そのなかの1人であった国防軍情報部(Abwehr)の士官であるハンス・オスター大佐は、友人であるオランダのベルリン駐在武官のベルト・サス(Gijsbertus Jacobus Bert Sas)に攻撃日程を知らせた。オランダ政府は連合国にこのことを伝えたが、ドイツ軍は天候の回復を待つために何回も日程が延期された。そのため、他の国は何回もの嘘の警報に対して敏感に反応しなくなってしまった。5月9日の夕方、オスターは再度友人に「明日の明け方」と言う内容を告げたが、この警報ではオランダ軍のみしか警戒に入らなかった。

## 戦闘の経過

### 前半
数日持ちこたえれば英仏の軍隊の援軍が到着すると言う、オランダの楽観的な考えは最初の3日間の戦闘では説得力のあるものだった。状況の展開が早すぎ、様々な情報が不足していた。オランダ軍は、様々な場所でのドイツ軍を遅延させる試みに成功を収めたが、ドイツ軍の進撃速度は非常に速かった。そして、いくら待ってもイギリス軍とフランス軍はやってこなかった。

#### 5月10日

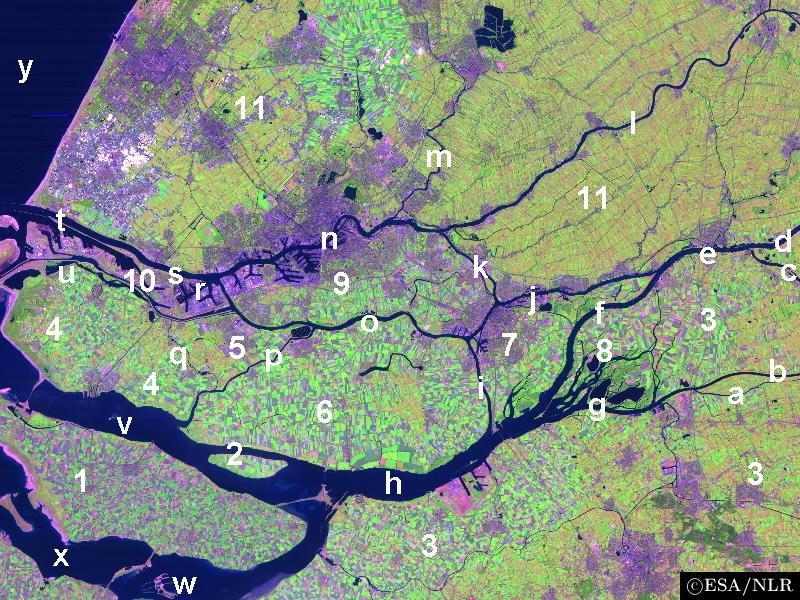
着陸地点の地図。ハーグはn、ヴァールハーフェンは9、ドルドレヒトは7、hはオランダ河口を表している。

1940年5月10日の朝、オランダ人は空を飛ぶ航空機のエンジン音で目が覚めた。この日、ナチスドイツがファル・ゲルプ(Fall Gelb)作戦を発動し、オランダ、ベルギー、ルクセンブルク、フランスに攻撃を行なった。侵攻前に宣戦布告は行なわれなかった。
前日の夜中に、ドイツ空軍はオランダの領空を侵犯し、西に消えていった。オランダ人は、それはイギリスを直接狙う作戦だと思っていた。しかし、北海の上空でドイツ軍の戦隊は東に転進し、オランダの飛行場に奇襲攻撃を行なった。多数の航空機が地上で破壊された。一部の航空機は離陸し、ドイツ軍の航空機を13機落としたものの、ほとんどは戦闘で失われた。
その後即座に、降下猟兵と空輸部隊が降下した。オランダ軍の対空砲部隊は多数の輸送機を落とした。公式の記録は失われたが、オランダ戦の間に失われたJu-52輸送機の総数は約275機であった。
ハーグへの攻撃は完全に失敗した。降下猟兵はユンカース輸送機で時間通り無事に降下できたが、イペンブルフの主要飛行場の占領に失敗した。1台の装甲車が爆撃でダメージを受けたが、他の5台のランズバーク装甲車が最初の第一波、第二波のユンカース輸送機を撃退し、多数の兵員を殺害した。飛行場が残骸により封鎖されたため、残りの部隊は着陸をあきらめ、代わりの地点を探した。一部は草原や海岸に着陸し、部隊は散逸した。オッケンブルクの付属飛行場は建造中で舗装されていなかったため、ここに着陸した航空機はやわらかい地面に沈んでしまった。最終的に降下猟兵はイペンブルフを占領したが、即座に反撃を受けることになった。完全な歩兵連隊が飛行場の近くにいた。それは砲兵の支援を受けドイツ軍の防衛を数時間で破り、フォルケンブルクの飛行場は再占領されかかった。残った降下猟兵は近くの村に撤退した。
ロッテルダムへの攻撃がもっとも成功した。120人の兵を乗せた最初の12機の水上機が町の主要部に着陸し、ニューウェ・マース川を渡るヴィルヘルム橋を占拠、橋頭堡を確保するために攻撃部隊を下ろした。その後、アイゼルモンドの島の都市の南にあるヴァールハーフェンの軍用飛行場は降下猟兵の攻撃を受けた。ここには歩兵大隊が存在したが、降下猟兵は空港の近くのその真っ只中に降下した。混戦が続いた。第一波のユンカース輸送機は一部破壊されたが、輸送機は損害に関わらず着陸を続けた。最終的にオランダの防御部隊と豆戦車は駆逐された。ドイツ軍部隊は兵力を増強し、東へ移動し他の2つの橋を占拠しようとした降下猟兵と接触を図った。ドルドレヒトの島ではドルドレヒトの橋がおさえられたが、都市の守備隊自体は保持を続けた。オランダのマース川とライン川河口(Hollands Diep)を渡り北ブラバント州と島々を接続するムールダイク(Moerdijk)の長い橋はドイツ軍により確保され、両側を陣地化された。ムールダイクの村では、ドイツ軍による戦争犯罪が行われた。ここでは、6人の捕虜の士官が自分たちの部隊が降伏を拒んだため射殺された。
ドイツ軍は、ブランデンブルクコマンド部隊を利用してアイゼル川とマース川の橋を破壊せずに捕獲することを試みた。その部隊は5月8日からオランダに潜入をはじめていた。5月10日の夜、彼らは橋に近づき、各チームの一部のメンバーがオランダの軍警察に変装し、ドイツ軍の捕虜をつれているような振りをし、オランダ軍の工兵部隊をだまそうとした。これら「軍警察」の一部は本当のオランダ人で、オランダのファシズム政党国家社会主義運動の一員であった。これらの試みのほとんどは失敗し、橋は破壊されたが、2つだけ成功をした。一番の成功例はゲネップの鉄道橋であった。破壊を免れた橋をすぐに装甲列車が通過していき、ペール・ラーム防御線をミル(Mill)で突破し、戦線後方に歩兵大隊を下ろすことができた。
オランダは、ドイツの兵士が変装しているという記事を国際的な通信社へ流した。これは第五列のパニックをベルギーやフランスで引きおこした。しかしベルギーやフランスと異なり、オランダでは道を渋滞させる様な一般人による難民の大規模な脱出は生じなかった。これは、ドイツ軍兵士がチョコレートのような食料を購入するためにきちんと店の前に列を作って並ぶなど、オランダの市民に対して通常は礼儀正しく振舞っていたからであった。
ほとんどの橋の確保が失敗したことが判明して、ドイツ軍師団はアイゼル川とマース川を渡り始めた。第一波はトーチカに十分な火力を集中できなかったため撃退された。しかし、第二波は主要な地点のトーチカを爆撃で破壊したため、歩兵師団は浮き橋を使用して川を渡ることができた。ただし、ヴェルノ(Velno)等の一部の拠点では渡河の試みに失敗していた。
装甲列車が到着したが、第3軍は既にペール･ラーム防御線から全ての砲兵と共に撤退していた。しかし、14個「国境警備大隊」と共に各連隊は1個大隊をドイツ軍の遅延のために残していた。これをペール師団と呼んでいた。軍団は既にワール・リンゲ防衛線(Waal-Linge)を防衛していた6個大隊と合流した。それによって、残していった大隊分の戦力を回復した。しかし、1/4個軍程度の戦力は十分な効果を果たせるほどの戦力でなく、戦闘に影響を及ぼすものではなかった。
フーハトにいた軽歩兵師団はオランダ軍が有する唯一の機動予備であった。この部隊はアイゼルモンドに降下したドイツ軍の降下猟兵への反撃に使用することが決定されていた。この部隊配下の連隊はマース川とワール川を自転車で渡り、アルブラッサーヴァード(Alblasserwaard)を通り、干拓地をアイゼルモントで分割しているノード川に到着した。そこで、1939年に作られ、降下猟兵に守られていない唯一の橋を見つけた。ドイツ軍がこの橋の存在に気がつかなかった理由は、ドイツ軍は古い地図を使用していたためであった。しかし、渡河の試みは支援砲兵が到着する翌日に延期され、橋頭堡は構築されなかった。そうしている間に、10日の夕刻には、フランス第1軽機甲師団がオランダに到着し始めた。この師団はフランス第7軍の北側の一部であった。この部隊の任務はオランダとアントウェルペンの間の接続を確保するものであった。

#### 5月11日

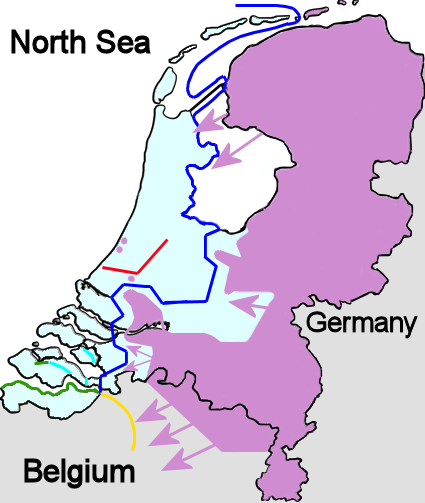
ロッテルダム爆撃前のオランダの状態
説明:
オランダ軍が存在するオランダ軍の防衛線
装甲車両に対するオランダ軍の重防衛線
ゼーラントのオランダ軍の防衛線
ベルギー軍の防衛線
フランス軍のオランダの防衛線
ドイツ軍の支配地域

ドイツ軍部隊は、10日の夕刻にはグレッベ防御線の南に到着していた。この領域の土地は氾濫していなかったので、防御は歩兵大隊により守られた哨戒線(voorpostenlinie)で行なわれた。11日の早朝、午前3時半頃にドイツ軍の砲兵は哨戒線への砲撃を開始した。それに続き、日が昇ると同時にSS連隊Der Führerが攻撃を行った。数で劣り、武装も十分でない大隊は可能な限りの防御を行なったが、その日の夕刻には哨戒線の全てがドイツ軍の支配下に落ちた。夜中に行なわれたオランダ軍の反撃も、それを知らされなかったオランダ軍部隊による戦闘があったために失敗した。
北ブラバントでは10日の終わりに、ペール・ラーム線から数km西にある運河のツイト・ヴィレムスヴァート線(Zuid-Willemsvaart)まで撤退するように命令が出ていた。この撤退命令は、十分に防備された地点を手放し、砲や重機関銃のような重装備を放棄することを意味していた。さらに、運河の東の土手は西側の土手より高く、防御側が攻撃側を見つけることが困難であった。しかも、西側の土手の一部分が防御されないままで残っていた。この部分は破壊されていない橋を含む領域であり、ドイツ軍はツイト・ヴィレムスヴァート線を簡単に迂回することができた。11日の終わりまで、ドイツ軍はいたるところでツイト・ヴィレムスヴァート線を突破していた。
また、軽歩兵師団による攻撃は行なわれなかった。ノード川に架かる橋はドイツ軍の降下猟兵による防衛の準備が完了し、そこを横切ることができなかった。ボートなどを使用して川を渡る試みは失敗し、その日の午後、軽歩兵師団はドルドレヒト島まで前進することを命令され、その日の夜に到着した。
その日の早朝から、ドルドレヒトやバーレンドレヒト(Barendrecht)において、何度か旧マース川(Oude Maas)を渡る試みが行われた。しかし、砲兵支援がなく、攻撃も限定的なものであったため、全ての試みは失敗した。フランス第1軽機甲師団の増援によるムールダイクへの攻撃の試みがあったが、ドイツ空軍の支援により、撤退することとなった。
ロッテルダムでも増援が到着したにもかかわらず、オランダ軍はマース川の北側の土手からドイツ軍の降下猟兵を排除することに成功しなかった。シュトゥーデント将軍により放棄を指示されたが、ロッテルダムのドイツ軍の指揮官はこの橋頭堡の放棄を拒否した。残ったオランダ軍の爆撃機2機による爆撃を受けたにもかかわらず、ドイツ軍の降下猟兵は占領地点の保持を続けた。同様にハーグでも、孤立した降下猟兵を排除する試みは成功しなかった。

### 後半

ドイツ軍の進軍の様子

5月14日時点で、ドイツ軍がほとんどの領土を占領したにもかかわらず、オランダの状況は改善したかのように見えた。主要都市とオランダの国民の大半はいまだオランダの支配下にあった。ドイツ軍の前進はコルンヴェルデルザント(Kornwerderzand)（アフシュライトダイク(Afsluitdijk)にあるトーチカの防衛線で突破することが不可能であった）で停止した。ドイツ軍の降下猟兵は全滅するか包囲されていた。ドイツ軍の戦車はロッテルダムの南で停止した。ヒトラーはイギリス軍がオランダの海岸に上陸し、ドイツへの攻撃をかけることを心配していた。そのため、ヒトラーはオランダを数日のうちに降伏させることを要求した。

### 終結
最後通告がその後、ロッテルダムのオランダ軍防衛部隊に送られた。それでは、都市が降伏しなければ爆撃を行なうと告げていた。オランダの指揮官が降伏の調印から戻ってくる途中に、爆撃機の集団があらわれた。ロッテルダムを爆撃しないように警告するために赤い信号弾を撃ったが、爆撃機の集団の1つは基地に戻ったものの、他の集団は飛行を続けロッテルダムを爆撃した（任務中止の命令をなぜ即座に受けなかったのかは議論の残る点である）。約900人が火災で死亡し、古い市街全体が焼失した。
オランダの総指揮官ヴィンケルマンは、降伏するための最後通告を受け入れるか、ユトレヒトとアムステルダムを破壊されてでも時間を稼ぐか考えている時に、ロッテルダムの爆撃のニュースを聞き、イギリスとフランスは自分たちを助けに来ないと言うことに気がついた。ヴィンケルマンは、あと数日戦い続けることより市民の命の方がもっと大切であると考え、ゼーラントを除いた領域でオランダ軍が降伏をすることを決定した。そのゼーラントでは、フランス軍が退却戦を行っていた。
バス(Bath)とザンディック(Zanddijk)の防御線は地形的に防御に向いていたし、ワルヘレン(Walcheren)の島はスロー海峡(Sloe straights)における自然の防衛線が存在していた。これらの地形は、オランダとフランスの部隊がドイツ軍の前進を遅延させることを可能としたが、十分ではなかった。十分な航空支援が無かったが、バスとザンディックの防御線は簡単に落ち、ワルヘレンとゼーウス・フラーンデレン(Zeeuws-Vlaanderen)がオランダの手に残った。そして、フラッシング(Flushing) の浜を経由し、ベルギーへ部隊がすばやく撤退することを許した。
ワルヘレンはドイツ空軍が州都のミデルブルフ(Middelburg)の爆撃を開始すると陥落した。しかし、ゼーラント自体はホラント要塞の一部ではなかったため、オランダ軍の防衛部隊がおらず、地理的な位置からいずれ陥落することが分かっていた状況で、ゼーラントからフランス軍が撤退に成功したことは、連合国にとって小さな成功であったと考えられる。

## ドイツ占領下のオランダ
オランダの降伏後、ウィルヘルミナ女王がイギリスで亡命政府を設立した。ドイツの占領は正式には1940年5月17日に始まり、国家弁務官として派遣されてきたアルトゥル・ザイス＝インクヴァルトが過酷な収奪と、レジスタンスやユダヤ人に対する弾圧を行った。
ザイス＝インクヴァルト統治下のオランダは、他のドイツ占領地と比べても特に激しいユダヤ人狩りが行われた。当時オランダで暮らしていたユダヤ人は14万人いたが、そのうち11万以上がオランダ国外の絶滅収容所や強制収容所へと移送されている。そのうち戦後まで生き延びていたのはわずか6000人だったという。『アンネの日記』の著者アンネ・フランクもオランダから移送されて死亡した者の一人である。
またドイツの戦況が悪化するに従って、非ユダヤ系オランダ人に対しても厳しい強制労働が課せられるようになった。オランダ人500万人が強制労働のためにドイツへ移送されている。レジスタンス活動家は即決裁判で処刑され、レジスタンスの関係者がいた市町村も集団罪に問われて処罰された。ザイス＝インクヴァルト統治下で4万1000人のオランダ人が処刑され、5万人のオランダ人が餓死した。
一方、親ナチス政党のオランダ国家社会主義運動（NSB）や武装親衛隊（SS）のオランダ人義勇兵部隊である第23SS義勇装甲擲弾兵師団「ネーデルラント」(オランダ第1)、第34SS義勇擲弾兵師団「ラントシュトーム ネーダーラント」(オランダ第2)に参加し、戦後に反逆者として処罰・批判されたオランダ国民もいた。米英軍による対独反攻でオランダが再び自由を得るまでには、5年の歳月と25万のオランダ人の犠牲が必要であった。

## 書籍・創作物など
書籍
- アンネの日記：アンネ・フランクによる手記
- ピートのスケートレース  ：ルイーズ・ボーデン作の絵本
- アヤックスの戦争―第二次世界大戦と欧州サッカー：サイモン クーパーによるルポルタージュ

映画
- 女王陛下の戦士 (Soldaat van Oranje) 1977年 オランダ映画 ポール・バーホーベン監督
- ブラックブック (Zwartboek) 2006年 オランダ映画 ポール・バーホーベン監督
- ナチスの犬 (SUSKIND) 2012年 オランダ映画 ルドルフ・ヴァン・デン・ベルフ監督